# Долгов, Владимир Генрихович
Владимир Генрихович Долгов (11 мая 1960, г. Харьков, Украинская ССР — 10 января 2022, Северная Каролина, США) — советский пловец на спине, призёр Олимпийских игр.

## Спортивная карьера
Воспитанник тренера Александра Кожуха.
Наивысшего достижения Владимир Долгов добился на Олимпийских играх в Москве в 1980 году, став бронзовым призёром в плавании на дистанции 100 м на спине.